# We Want Our Mummy
We Want Our Mummy (br.: Entre Múmias e Patetas)  é um filme de curta-metragem estadunidense de 1939, dirigido por Del Lord. É o 37º de um total de 190 filmes da série com os Três Patetas produzida pela Columbia Pictures entre 1934 e 1959.

## Enredo
Dr. Powell (Bud Jamison) e o professor Wilson (James C. Morton) contrataram os Três Patetas como detetives particulares para localizar o professor Tuttle, que desapareceu enquanto tentava encontrar a múmia do rei egípcio, Rootin Tootin, no Cairo. 
Os Patetas verificam o porão e ajudam um homem a levar uma caixa para um caminhão, sem saber que Tuttle está amarrado e amordaçado por dentro. Eles então, são informados pelos donos do museu para encontrarem o túmulo e trazerem de volta a múmia, para que eles possam receber US $ 5.000. Os Três Patetas chamam um táxi na cidade de Nova York e informam à um motorista perplexo (Eddie Laughton) que eles estão partindo para o Egito.
Uma vez no Egito, os rapazes, iludidos por uma miragem, acreditam que um pedaço vazio de areia é um lago de água fria e mergulham, caindo logo depois, em alguns túneis subterrâneos que podem levá-los ao túmulo de Rootin 'Tootin'. O trio começa a investigar, mas acabam separados, com Curly fugindo, após se encontrar com uma múmia viva. Ele sai correndo se encontra novamente com seus amigos.
Após sua chegada, os Patetas descobrem que Tuttle está sendo refém por um grupo de ladrões. Eles o têm amarrado e amordaçado enquanto os Três Patetas, ficam vagando através dos túneis subterrâneos. Curly encontra o que acreditava ser a múmia de Rootin 'Tootin' em uma sala secreta, ativada por uma porta de armadilha. Quando Curly tenta pegá-la, ele desajeitadamente a deixa cair, desintegrando-a em pó.
Eles então ouvem o chefe da gangue, Jackson (Dick Curtis), ameaçando o professor, na esperança de fazer com que ele diga aos bandidos onde está a múmia. O professor, assustado, lhes revela o local e é advertido pelos vilões, que se a múmia não estiver lá, ele e os Três Patetas serão mortos. Os Patetas percebem o perigo que correm se Jackson descobrir a múmia desintegrada. Então, Moe tem a ideia de fazer Curly se disfarçar de múmia. Curly responde dizendo: "Eu não posso ser uma múmia, eu sou um papai!" - mas ele cede, quando alertado que não tem alternativa. 
Curly se deita na laje de pedra já disfarçado, quando os bandidos chegam. Jackson decide procurar as jóias cortando o corpo de Curly, fazendo com que ele abra as bandagens em seu peito. Jackson então, encontra o casaco de Curly, puxa um jornal e lê "'Yanks ganham a World Series' - você pode bater isso!" Curly pega o jornal respondendo: "Sim, e eu ganhei cinco dólares!" 
Percebendo que foi enganado, Jackson tenta pegar Curly, mas no processo de perseguir os Patetas, ele e seus companheiros caem em um poço. Os Três Patetas então, contam ao Professor Tuttle que Curly havia destruído a múmia. No entanto, a múmia que foi destruída não era a do Rei Rootin 'Tootin', mas de sua esposa, a rainha Hotsy-Totsy. Ele mostra uma pequena tumba, contendo a verdadeira múmia de Rootin Tootin, que era um anão.
Um jacaré rasteja pelo quarto quando ninguém está olhando e fica parado. Curly olha para o jacaré e acredita que é outra múmia, planejando levá-lo para casa com ele. Quando Curly se inclina para pegar uma corda, o jacaré o morde. Quando Curly diz a Moe, Larry e ao professor o que aconteceu, eles não acreditam nele - até que o jacaré surge novamente. Os quatro saem correram com medo dos túneis subterrâneos.